# Evant (Texas)
Pour la langue bantoïde, voir Evant.
Evant est une ville située en limite des comtés de Coryell et Hamilton, au Texas, aux États-Unis,.

## Démographie
Lors du recensement de 2010, la ville comptait une population de 426 habitants. Elle est estimée, en 2016, à 406 habitants.

### Source de la traduction
- (en) Cet article est partiellement ou en totalité issu de l’article de Wikipédia en anglais intitulé « Evant, Texas » (voir la liste des auteurs).